# Belejringen af Vordingborg
Belejringen af Vordingborg var en hanseatisk belejring af den danske by Vordingborg på Sjælland under den dansk-hanseatiske krig (1361–1370). Danskerne formåede at forsvare Vordingborg i to år, indtil der blev indgået en fredsaftale i Stralsund i 1370.

## Baggrund
Hanseforbundet led et totalt militært nederlag under slaget ved Helsingborg mod Danmark i 1362, hvilket gjorde Valdemar Atterdag stærkere end nogensinde. På hansedag i Köln d. 19. november 1367 besluttede 77 medlemmer (byer) af hanseforbundet at danne en konføderation for at angribe Danmark.
På tidspunktet for disse konflikter var Vordingborg Slot et af Danmarks største borge, og Valdemar Atterdag brugte den som residens. Den største af borgens tårne var Gåsetårnet, som siges at have fået sit navn efter en gylden gås, som Valdemar Atterdag placerede på toppen, for at håne Hanseforbundet, Valdemars hovedfjende, som han omtalte som en flok skræppende, men ellers harmløse gæs.

## Belejringen
Under krigen igangsatte Hanseforbundet en belejring af Vordingborg i 1368, hvilket resulterede i en 2 år lang belejring. Under belejringen fik fæstningens kommandant, Hans Tyrbagh, forstærkninger fra Valdemar Atterdag, uden at de hanseatiske styrker opdagede det, og da Tyrbagh foretog et udfald formåeede han at tage mange hanseatiske soldater som gidsler. Som følge heraf blev der indgået en aftale om, at tyskerne ville trække sig tilbage til gengæld for gidslerne. Aftalen blev dog aldrig opfyldt, da de hanseatiske styrker ikke trak sig fuldt ud, idet nye forstærkninger ankom.
Da Tyrbagh så dette, foregav han at ville overgive borgen og krævede, at tyskerne sendte nogle af deres kommandanter ind i borgen for at forhandle. Inde i borgen holdt Tyrbagh sit løfte og overgav nøglerne til tyskerne. Dog blev de hanseatiske kommandanter hurtigt omringet og taget til fange. Da dette blev opdaget, trak de hanseatiske styrker sig tilbage og opgav belejringen.

## Efterspil
Ud over den fejlslagne belejring af Vordingborg holdt de sjællandske borge Korsør, Holbæk, Søborg, Gurre og Jungshoved stand helt til krigens afslutning.